# Eupithecia platymesa
Eupithecia platymesa är en fjärilsart som beskrevs av Dyar 1918. Eupithecia platymesa ingår i släktet Eupithecia och familjen mätare. Inga underarter finns listade i Catalogue of Life.